# خوژمین

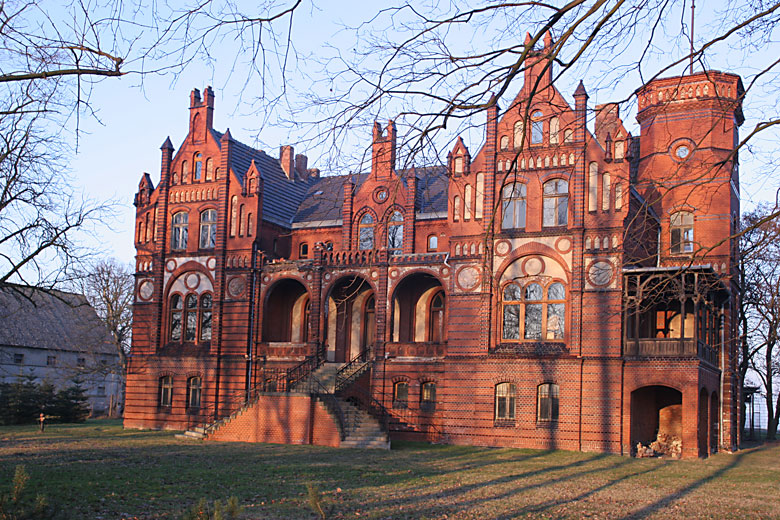
خوژمین (به لهستانی: Chorzemin) یک روستا در لهستان است که در گمینا وولشتن واقع شده‌است.

خوژمین (به لهستانی:  Chorzemin) یک روستا در لهستان است که در گمینا وولشتن واقع شده‌است. خوژمین ۷۹۸ نفر جمعیت دارد.